# Jean-Michel Beysser
Jean-Michel Beysser, né le 5 février 1753 à Ribeauvillé (Haut-Rhin) et mort guillotiné le 13 avril 1794 à Paris, est un général de brigade de la Révolution française.

## Biographie

### Avant la Révolution
Fils d'un chirurgien de Ribeauvillé nommé également Jean-Michel Beysser et de Marguerite Salomé Schneider, il commence sa carrière en tant que dragon dans le régiment de Lorraine de 1769 à 1778. De 1778 à 1781, il est employé dans l'armée de Bretagne, semble-t-il comme chirurgien major.
Il sert ensuite comme chirurgien major dans le régiment suisse de Meuron, aux ordres de la Compagnie des Indes néerlandaises ; il est capitaine du régiment hollandais. Il est de retour en France en 1788.

### Sous la Révolution
En juillet 1789, il est nommé major des gardes nationaux à Lorient, puis colonel en 1790 ; il est promu capitaine de la gendarmerie du Morbihan en 1791 et connaît grâce à la guerre une promotion rapide. Il devient le 10 février 1793, adjudant-général, colonel surnuméraire et sans appointements à l'armée des Côtes, puis le 7 mars 1793, brigadier au 21e chasseurs à cheval. Le 6 mai 1793, il est nommé adjudant-général chef de brigade à l'armée des côtes de Brest, et le 20 juin 1793, il est promu général de brigade.
Envoyé à Nantes menacée par l'insurrection vendéenne, il participe à la bataille de Nantes le 29 juin 1793, aux côtés du général Canclaux et du maire de Nantes Baco de La Chapelle. Proche des girondins, il signe le manifeste fédéraliste du 5 juillet 1793 et se voit dans l'obligation de trouver refuge à Lorient. Le 2 août 1793, il se présente devant la Convention qui le réintégre dans l'armée avec le même grade et le renvoie dans l'Ouest. Le 21 septembre 1793, il est battu par les Vendéens à la bataille de Montaigu. Le gouvernement qui avait déjà des soupçons contre lui décrète son arrestation. Le 2 octobre 1793, il est incarcéré à la Prison de l'Abbaye.
Il comparaît devant le Tribunal révolutionnaire de Paris qui le condamne à mort le 4 germinal an II (24 mars 1794), comme complice des Hébertistes : Jacques-René Hébert, Charles Philippe Ronsin, François-Nicolas Vincent, Mazuel, Antoine-François Momoro. 
Il est guillotiné le 24 germinal an II (13 avril 1794) en même temps que Arthur de Dillon, Pierre-Gaspard Chaumette, Jean-Baptiste Gobel, Lucile Desmoulins et Marie Marguerite Françoise Hébert avec lesquels il sera inhumé au cimetière des Errancis.

## Regards contemporains
« Beysser est un roger-bontemps ; le dieu du plaisir comblait tous ses vœux ; il encaissait tout à tour, et souvent d'une manière peu délicate, Bacchus et l'Amour. Très insouciant pour l'état militaire, il n'en connaissait pas d'ailleurs les premiers éléments. Il était peu estimé et peu estimable. »

— Jean-Baptiste Kléber